# Halschka Hulewytschiwna

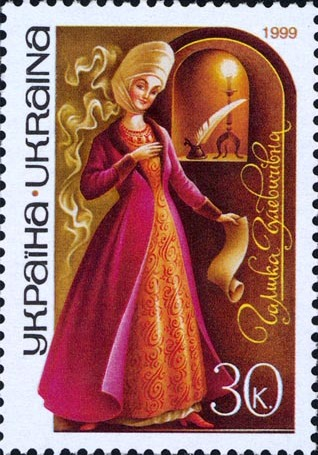
Ukrainische Briefmarke aus dem Jahr 1999 mit einer Darstellung von Halschka Hulewytschiwna

Jelysaweta Wassyliwna Hulewytsch (ukrainisch Єлизавета Василівна Гулевич, auch ukrainisch Галшка Halschka, ukrainisch Гальшка Halschka, ukrainisch Гельжбета Helschbeta, polnisch Halszka, polnisch Halżbieta, genannt ukrainisch Галшка Гулевичівна Halschka Hulewytschiwna; geb. um 1575 oder 1577 vermutlich in Saturzi, Wolhynien; gest. 1642 in Luzk, Wolhynien) war eine adlige Philanthropin, Gründerin des Kiewer Bruderschaftsklosters und der Kiewer Bruderschaftsschule (Ursprung der Nationalen Universität Kiew-Mohyla-Akademie). Sie vermachte der Luzker Bruderschaft Geld, sorgte sich um die Entwicklung von Spiritualität und Aufklärung und wurde zur orthodoxen Heiligen erklärt.

## Biografie

### Vor 1615
Sie stammte aus der einflussreichen Adelsfamilie Hulewytsch (ukrainisch Гулевич, polnisch Hulewicz), die seit dem 15. Jahrhundert bekannt war und deren Vertreter verschiedene Positionen in Wolhynien und anderen Ländern der Adelsrepublik Polen-Litauen innehatten. Die Familie bekleidete hohe kirchliche Ämter und besaß Siedlungen. Sie stammte wahrscheinlich ursprünglich aus Galizien.
Ihr Großvater Feodossij war wolhynischer Grundbesitzer, der orthodoxer Bischof von Luzk und Ostroh wurde. Er hatte fünf Söhne. Halschkas Vater Wassyl war Pidarosta (ukrainisch Підстароста, polnisch Podstarości, lateinisch vicecapitaneus ‚Vizehauptmann‘) von Wolodymyr und Wojskyj (ukrainisch войські, polnisch Wojski) von Wolhynien. Von seinen drei Ehefrauen hatte er neben Halschka die Söhne Andrij, Mychajlo, Wassyl und Benedykt und die Töchter Marija und Hanna.
1594 heirateten Halschka und Kryschtof Pociej, Sohn von Hypatios Pociej, dem Kastellan von Brest, orthodoxer und unierter Bischof von Wolodymyr und unierter Metropolit von Kiew. Nach dem frühen Tod ihres Mannes zog Halschka ihre Tochter Katerina auf und verheiratete sie 1615 mit dem litauischen Adligen Mikołaj Mleczko.
In den Jahren 1601/1602 heiratete Halschka den Marschall von Masyr Stefan Losko. Halschka war zu diesem Zeitpunkt etwa 30 Jahre alt, Stefan war 60. Das Paar hatte einen Sohn, Mychajl, und lebte auf einem Familienanwesen im Kiewer Stadtteil Podil unweit des Rathauses.

### Schenkungen
Ende des 16. und Anfang des 17. Jahrhunderts entstanden auf ukrainischem Boden Druckereien und Schulen. Um sie zu unterstützen, wurden Wohltätigkeitsorganisationen gegründet, denen sich Halschka angeschlossen haben soll.
Am 14. Oktober 1615 verfasste und unterzeichnete Halschka eine Schenkung, die am 15. Oktober in die Kiewer Stadtbücher eingetragen wurde. Damit trat die Schenkung in Rechtskraft. In der Schenkung überschrieb sie ihr Haus mit Grundstücken in Kiew für die Gründung eines neuen Klosters, eines Krankenhauses und einer Schule für Kinder aller Klassen.
In der Schenkungsurkunde wurden die Grenzen des geschenkten Grundstücks angegeben, das nicht weit vom Kontraktowa-Platz entfernt liegt. Zudem legte Halschka in der Schenkungsurkunde den Zweck der Schenkung fest:

„Все это — на ставропигийский монастырь совместной жизни по чину Василия Великого, также на школу детям, тако шляхетским, како мещанским, и на всякий другой способ богоугодной жизни, который бы <...> служил воспитанию и представлению наук учтивых детям народа христианского, а при этом и на гостиницу странников духовных с тем, чтобы монастырь, и школа, и весь чин руководствовался законом Восточной Церкви Греческого обряда.“

„All dies für das stauropegiale Kloster des gemeinsamen Lebens nach der Ordnung des Basilius des Großen, auch für eine Schule für Kinder, sowohl Adlige als auch Bürgerliche, und für jede andere Art des gottgefälligen Lebens, die <...> der Erziehung und dem Unterricht der gelehrten Kinder des christlichen Volkes dienen würde, und auch für ein Hotel für Reisende, damit das Kloster, die Schule und der ganze Orden nach dem Recht der Ostkirche im griechischen Ritus regiert werden.“

Dank Halschka Hulewytschiwna Spende erhielten die Gründer der Kiewer Bruderschaft ein Anwesen mit Land in Unter-Kiew, um ein Kloster und eine Schule zu bauen. Der Ausbau des Klosters wurde von dem Höhlenmönch Issaja Kopynskyj durchgeführt. Er war Gründer einer Reihe von Klöstern in den ukrainischen Ländern. Sein Name von Halschka in ihrer Schenkung erwähnt. Die Schule könnte im Haus von Halschka und Stefan Losko untergebracht gewesen sein. In der Schenkung selbst wird das Gebäude auf dem „Hof mit einem Exerzierplatz“ nicht erwähnt. Durch die Schenkung ihres Anwesens ermöglichte Halschka Hulewytschiwna die Eröffnung der Kiewer Bruderschaftsschule. Sie sollte nach der Reform von Petro Mohyla als Ursprung der Nationalen Universität Kiew-Mohyla-Akademie eine wichtige Rolle in der Geschichte der ukrainischen Bildung und Kultur spielen.

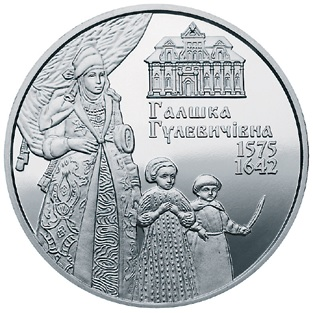
Rückseite einer 2-Hrywnja-Sondermünze der Nationalbank der Ukraine aus dem Jahr 2015 gestaltet von Swjatoslaw Iwanenko zu Ehren von Halschka Hulewytschiwna. Oben die Fassade des Gebäudes, mit dem die Geschichte der Kiewer Bruderschaftsschule begann, unten die Inschriften ГАЛШКА ГУЛЕВИЧІВНА (Halschka Hulewytschiwna) und ihre Lebensjahre 1575 und 1642. Links ist Halschka Hulewytschiwna und unten zwei Kinder abgebildet.

Das Original des Schenkungsdokuments ist den Historikern unbekannt, und auch Kopien von Halschka Hulewytschiwna Schenkung aus dem 17. Jahrhundert wurden nicht gefunden. Das älteste Dokument ist eine handschriftliche Kopie aus dem Kopierwerk des Kiewer Bruderschaftsklosters aus der zweiten Hälfte des 18. Jahrhunderts, die im Zentralen Historischen Staatsarchiv der Ukraine aufbewahrt wird. 1774 übergab Metropolit Hawryjil von Kiew es dem Heiligen Synod zusammen mit Kopien anderer Dokumente, die in der Kiewer Mohyla-Akademie aufbewahrt worden waren. Aus diesen Kopien stellte Metropolit Jewhenij von Kiew eine Sammlung zusammen, die bis Anfang des 20. Jahrhunderts in der Bibliothek der Kiewer Theologischen Akademie aufbewahrt wurde. Die Liste aus der Schenkung wurde erstmals 1846 veröffentlicht. Später wurde sie wiederholt nachgedruckt und von Historikern analysiert, zum Beispiel in den Werken von Wiktor Askotschensko, Stepan Timofejewitsch Golubew, Mykola Feodossijowytsch Muchin und Fedir Iwanowytsch Tytow.
Der Forscher Maksym Wassyljowytsch Jaremenko stellte fest, dass die Gründung der Akademie Mitte des 18. Jahrhunderts nicht mit ihr, sondern mit Metropolit Petro Mohyla und Hetman Petro Konaschewytsch-Sahaidatschnyj in Verbindung gebracht wurde. An Halschka Hulewytschiwna wurde zum ersten Mal Mitte der 1760er Jahre „erinnert“, als die Professoren der Akademie mit einem Problem konfrontiert wurden – dem Wunsch der kosakischen Führungselite, die Akademie radikal zu reformieren und sie in eine Universität umzuwandeln. Die Kosaken begründeten ihre Einmischung in die Angelegenheiten einer Institution, die unter kirchlicher Gerichtsbarkeit stand, mit der Tatsache, dass sie von Sahaidatschnyj gegründet worden war. Das zwang die Akademiker der Kiewer Mohyla-Akademie zu einer tieferen Suche nach ihren Wurzeln, die unter anderem dazu führte, dass in der Geschichte der Kiewer Akademie die Figur der Halschka als Gründer der Schule auftauchte. Die Geschichte der Schenkung konnte helfen zu beweisen, dass die Akademie nicht vom Hetman gegründet wurde, dass ihre Gründer keine Kosaken waren, sondern eine adlige Dame. Jaremenko wies auch darauf hin, dass es außer der Zusicherung der Professoren keine Beweise dafür gibt, dass die ursprüngliche Schenkungsurkunde in einigen Fällen auftauchte, die die Einbeziehung von Dokumenten der Akademie und des Brüderklosters erforderten.

### Rückkehr nach Luzk
Nach dem Tod ihres zweiten Mannes im Jahr 1618 erhielt Halschka Hulewytschiwna die Vormundschaft für ihren Sohn. Mychajlo wurde nach 1628 Eigentümer des elterlichen Dorfes Roschiw. Halschka Hulewytschiwna überließ ihrem Sohn alle Ländereien und kehrte sie nach Luzk zurück, wo sie die letzten Jahre ihres Lebens verbrachte. Es sind Dokumente über die Rechts- und Grundstücksangelegenheiten von Halschka Hulewytschiwna erhalten, über Ländereien und über die Tatsache, dass ihr Sohn Mychajlo zum Katholizismus konvertierte. In Luzk nahm Halschka aktiv am Leben der Luzker Kreuzerhöhungsbruderschaft teil. 1641, kurz vor ihrem Tod, machte sie ein Testament, in dem sie fast ihr gesamtes Vermögen dem Lutsker Bruderschaftsklosters und seiner Kirche vermachte.
Halschka starb im Jahr 1642. Sie wurde in der Krypta der brüderlichen Heilig-Kreuz-Kirche in Luzk beigesetzt.

## Halschkas Haus in Kiew
Laut der Forscherin Soji Chyschnjak könnte sich die von Halschka Hulewytschiwna finanzierte Schule direkt in dem Haus befunden haben, das Halschka Hulewytschiwna gehörte. Die Forscher Jurij Heorhijowytsch Lossyzkyj und Laryssa Tolotschko lokalisieren Halschkas „Kamjaniza“ an der Stelle der Verkündigungskirche und der Küche des Brüderklosters, die nach späteren Umstrukturierungen bis heute erhalten geblieben sind. Das Haus befindet sich im Kiewer Stadtteil Podil auf dem Gelände der Nationalen Universität Kiew-Mohyla-Akademie in der Straße Hryhorija Skoworody Nr. 2. Den Forschern zufolge ist das Haus ein typisches Beispiel für die ukrainische Architektur des 16. Jahrhunderts. Das Gebäude besteht aus verputzten Ziegeln, hat einen gewölbten Keller und einen rechteckigen Grundriss. Bei einer archäologischen Untersuchung der „Küche“ wurden jedoch keine Baumaterialien gefunden, die älter als aus dem 16. bis 17. Jahrhundert waren. Das Fundament und die Wände bestanden aus demselben roten Backstein.

## Heiligsprechung
Am 22. November 2021 wurde Halschka Hulewytschiwna heiliggesprochen. Der Heilige Synod der Orthodoxen Kirche der Ukraine erteilte den Segen für die lokale Verehrung von Halschka in den Diözesen auf dem Gebiet des historischen Wolhynien und in Kiew. Am 3. Februar 2022 hat die Orthodoxe Kirche der Ukraine Halschka Hulewytschiwna als Heilige Gerechte Elisabeth Hulewicz heiliggesprochen. Der Tag der Feier wurde auf den 5. Septemberjul. / 18. Septembergreg. festgelegt.